# Szlachectwo osobiste
Szlachectwo osobiste – szlachectwo niedziedziczne.
Występowało głównie w nowożytnych monarchiach, m.in. w Rosji, Austro-Węgrzech, Niemczech. Współcześnie także nadawane, m.in. w Zjednoczonym Królestwie.
Związane jest z np. z nadaniem orderu, lub odpowiednio wysokiej jego klasy. W zbiurokratyzowanych monarchiach otrzymywanie osobistej nobilitacji otrzymywało się i otrzymuje często współcześnie prawie automatycznie także po odsłużeniu na określonym stanowisku odpowiedniej ilości lat. We współczesnej Wielkiej Brytanii szlachectwo osobiste otrzymują po określonej liczbie lat sędziowie sądu najwyższego i premier. W cesarstwie rosyjskim i austro-węgierskim łączyło się także z wyższymi stopniami oficerskimi.
W Wielkiej Brytanii szlachectwo osobiste w przypadku wysokich urzędników (np. premiera) wiąże się często z nadaniem dożywotniego parostwa lub tytułu arystokratycznego.
W dawnej Polsce szlachectwo osobiste, a po 20 latach pracy – dziedziczne, posiadali od 1535 r. profesorowie Akademii Krakowskiej.
Pewną pozostałością szlachectwa osobistego w państwach o ustrojach republikańskich jest stosowana przy nadaniach orderów nazwa kawaler.